# Myles Rockwell
Myles Rockwell (* 19. August 1972 in Durango) ist ein ehemaliger US-amerikanischer Mountainbiker, der im Downhill aktiv war.

## Werdegang
Myles Rockwell war von 1992 bis 2002 als Mountainbike-Fahrer aktiv. Seinen ersten Erfolg erzielte er 1993, als er bei den UCI-Mountainbike-Weltmeisterschaften die Bronzemedaille im Downhill gewann. Auch in den folgenden Jahren platzierte er sich regelmäßig unter den ersten Zehn bei Weltmeisterschaften. in der Saison 2000 wurde er letztendlich Weltmeister und ist damit der einzige andere Fahrer, der diesen Titel während der aktiven Zeit von Nicolas Vouilloz erringen konnte. Im Mountainbike-Weltcup erzielte er von 1994 bis 1997 als bestes Saisonergebnis jeweils einen dritten Platz, in der Gesamtwertung wurde er in der Saison 1995 ebenfalls Dritter.
Nach Verletzungen in der Saison 2001 trat Rockwell 2022 vom aktiven Radrennsport zurück.
2006 machte er noch einmal sportlich auf sich aufmerksam, als er das Red Bull's Road Rage event, ein Downhill-Rennen auf der Straße, gewann.

## Privates
Nach seinem Rücktritt vom aktiven Radsport hatte Rockwell mit privaten und finanziellen Problemen zu kämpfen. 2004 entdeckte die Polizei in seiner Wohnung eine kleine Marihuana-Plantage; er erhielt eine kurze Gefängnisstrafe und musste an einem Rehabilitationsprogramm teilnehmen.
Rockwell ist in zweiter Ehe verheiratet mit der Radsportlerin Willow Koerber, 2009 und 2010 jeweils Gewinnerin der Bronzemedaille bei den Mountainbike-Weltmeisterschaften im Cross-Country XCO.

## Erfolge
1993
- Weltmeisterschaften – MTB Downhill (DHI)

2000
- Weltmeister – MTB Downhill (DHI)